# Šance (přírodní rezervace)
Šance jsou přírodní rezervace na území hlavního města Prahy rozkládající se zejména na stejnojmenném vrchu s nadmořskou výškou 385 metrů. Na severní straně se rezervace táhne přes údolí Kálek se Závistským potokem a zabírá také jihozápadní část přilehlého vrchu Čihadlo (388 metrů). Na jihovýchodě pak rezervace v Točenské rokli překročením Točenského potoka přechází z Brdské vrchoviny do Pražské plošiny. Celé území o rozloze 198,2 ha spravuje Magistrát hlavního města Prahy. Rezervace byla vyhlášena 1. července 1982 a to především díky objevům, které učinil významný entomolog 19. století František Antonín Nickerl. Dne 28. března 1991 došlo vyhláškou č. 3/91 Sb. HMP k přehlášení rezervace. Vyhláškou došlo ke zřízení oblasti klidu "Modřanská rokle - Cholupice", kam přírodní rezervace spadá. Dne 5. listopadu 2013 bylo schváleno rozšíření přírodní rezervace Šance o lokalitu Břežanské údolí, zejména kvůli ochraně biotopu evropsky významného druhu nočního motýla – přástevníka kostivalového (Euplagia quadripunctaria). Tímto rozšířením se lokalita zařadila na seznam Natura 2000.
Aby rozšíření bylo v souladu s právními předpisy, musel se zrušit původní zřizovací právní předpis a přírodní rezervace byla znovu vyhlášena. Šance se nachází na pravém břehu Vltavy a jedná se o menší ze dvou částí keltského oppida Závist.
Důvodem ochrany jsou zejména chráněné druhy živočichů a rostlin vyskytující se na skalnatých svazích v údolí Břežanského potoka. Chráněny jsou také přirozené doubravy, vyskytující se zde v několika typech (tolitová doubrava, biková doubrava, habrová doubrava). Pozornost je věnovaná také přirozenému bezlesí ve formě acidofilních trávníků a vřesových ploch a neobvyklému geologickému profilu.
Územím vede naučná stezka, která byla zřízena Svazem ochrany přírody a krajiny ČR z prostředků Magistrátu hl. m. Prahy, s přispěním Lesů České republiky, Lesního závodu Konopiště.

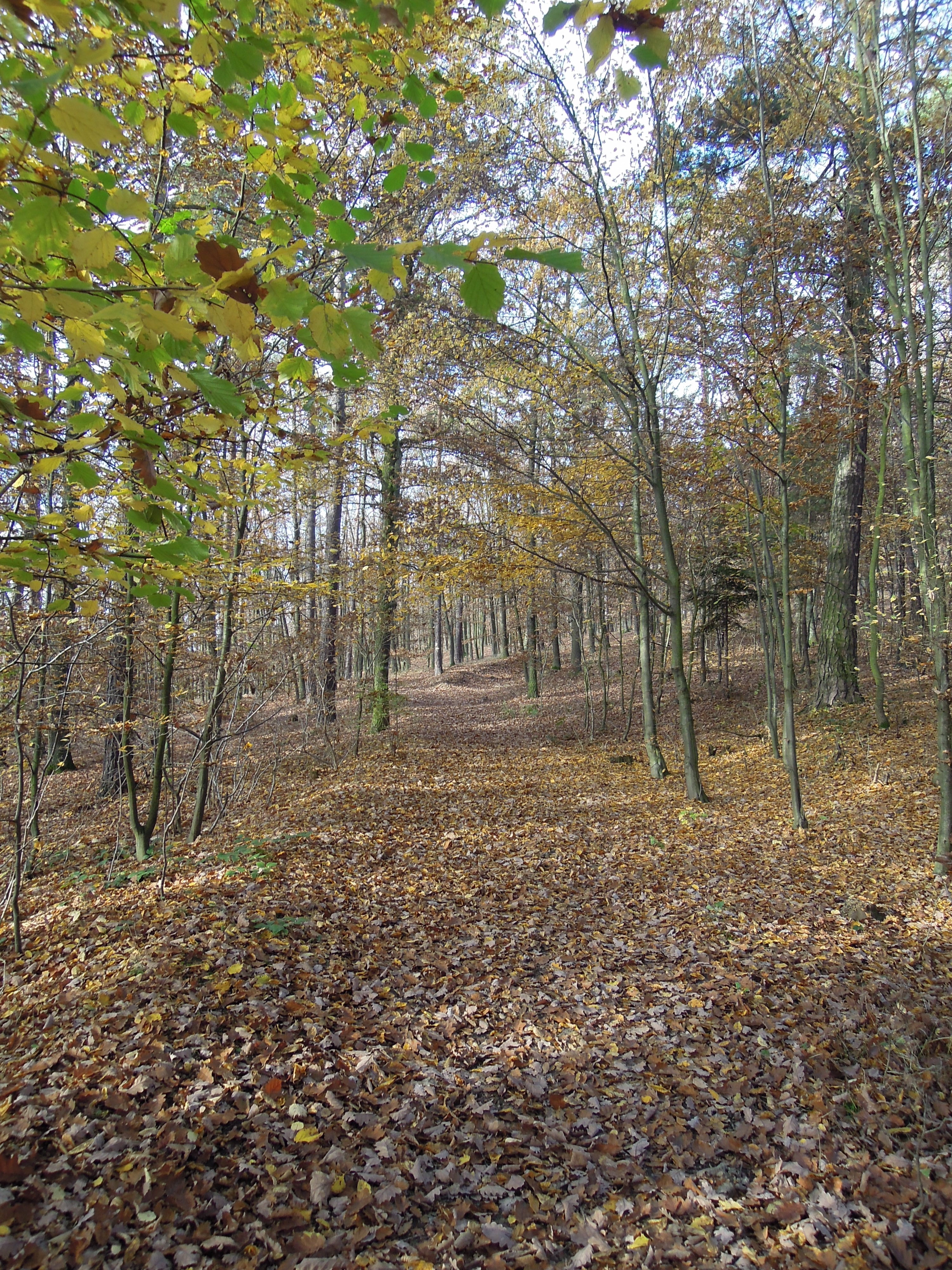
Oblast přírodní rezervace Šance

## Historie
Vrch Šance (385 m n. m. – nejvyšší bod laténských valů) byl spolu se sousedním vrchem Hradiště (391 m n. m.) součástí pravděpodobně největšího a nejznámějšího oppida na území Čech – Oppida Závist. Protože Keltové byli velcí válečníci, měli dobře propracovanou techniku opevňování. Základním článkem opevnění byl valovitý násep z kamenů a zeminy, který dosahoval šířky až 25 metrů. Na vrcholu valu stála ještě ochranná palisádová předprseň, vyrobená ze dřeva. Důležitým článkem byl také příkop táhnoucí se po celé délce severní strany opevnění kromě míst, která byla chráněna skálou. Příkop byl široký i přes deset metrů a dodnes je až čtyři metry hluboký. Tyto specifické opevňovací valy byly v laténské době (2. čtvrtina 1. stol. př. n. l.) pojmenovány šance. Odtud tedy název vrcholku i přírodní rezervace.
Keltské osady byly stavěny v blízkosti vodního toku, tím je zde s největší pravděpodobností Břežanský potok. Jak již bylo řečeno, hradiště Šance patřilo k centrálnímu komplexu Závist. Domy zde byly tvořeny zejména polozemnicemi (napůl zakopanými do země) a dřevěnými sruby, vyskytovaly se však i domy patrové a jedno větší stavení pro místního náčelníka. V takto velkém oppidu byla stavení uspořádána do ulic, v některých místech dokonce dlážděných. Oppidum mělo také svou malou svatyni.
S výskytem sídel v minulosti se váže i zemědělské využívání okolní půdy. Po zániku osady území opět zarostlo lesem. Od 16. století se setkáváme s lesním hospodářstvím.

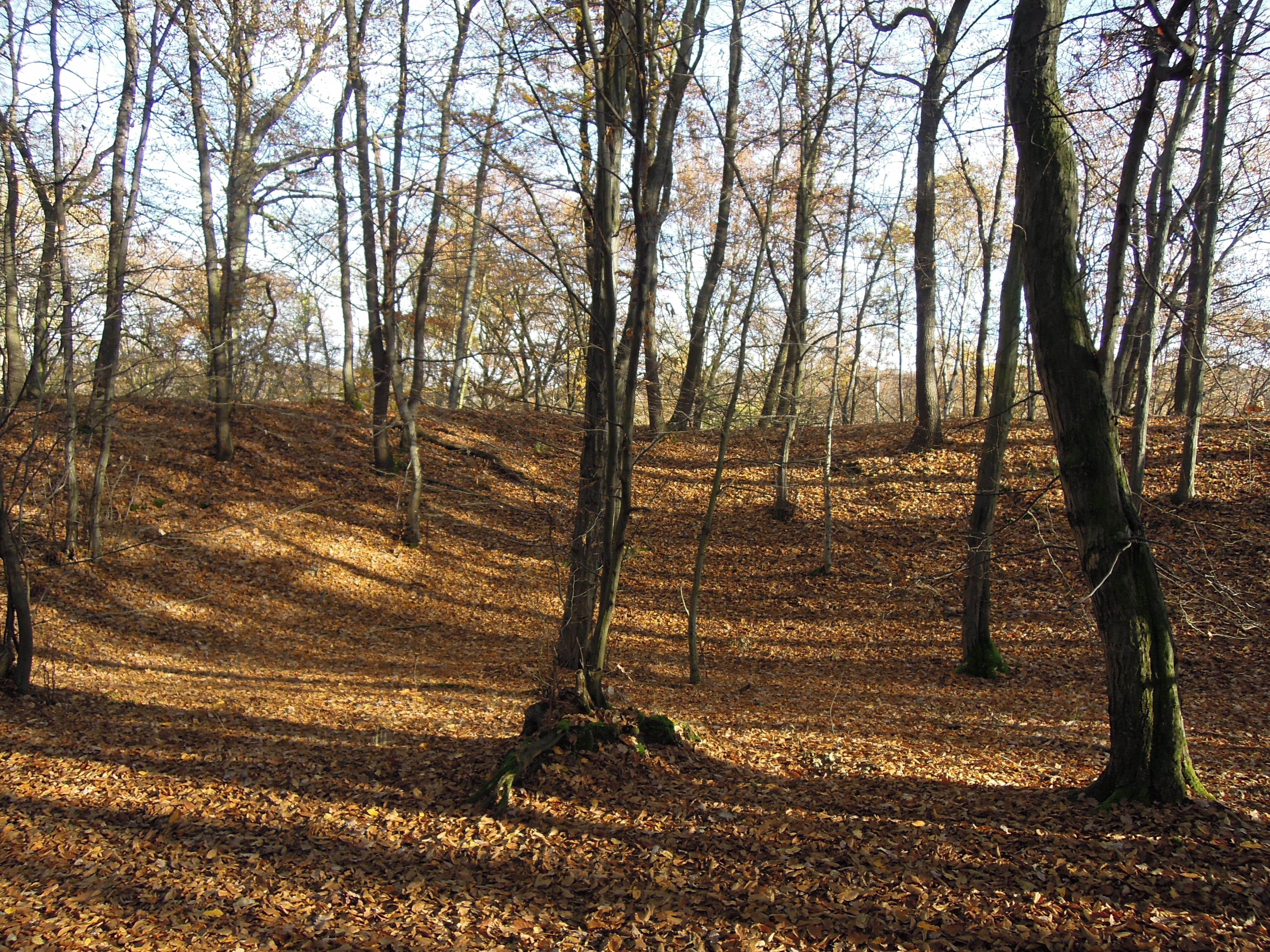
Oblast přírodní rezervace Šance

## Přírodní poměry

### Geologie
Matečnou horninu rezervace tvoří horniny proterozoické – předprvohorní (které jsou i nalezištěm mikroflóry z tohoto období) a horniny ordovické (prvohorní). Převládající jsou břidlice letenského souvrství, dále najdeme malé plochy pískovce, tufu, andezitu nebo prachovce a břidlice štěchovického souvrství. V první části Břežanského údolí se můžeme setkat s jevem, který se nazývá Závistský přesmyk. Tento jev proběhl tak, že na nejmladší horniny (pískovce a břidlice) byly nasunuty předprvohorní horniny. K tomu došlo pohyby zemské kůry.
Z hlediska biodiverzity jsou významné spility (podmořské vulkanity), se kterými se můžeme setkat v severozápadní části území. V Břežanské rokli se nachází skály tvořené davelskými vulkanity.

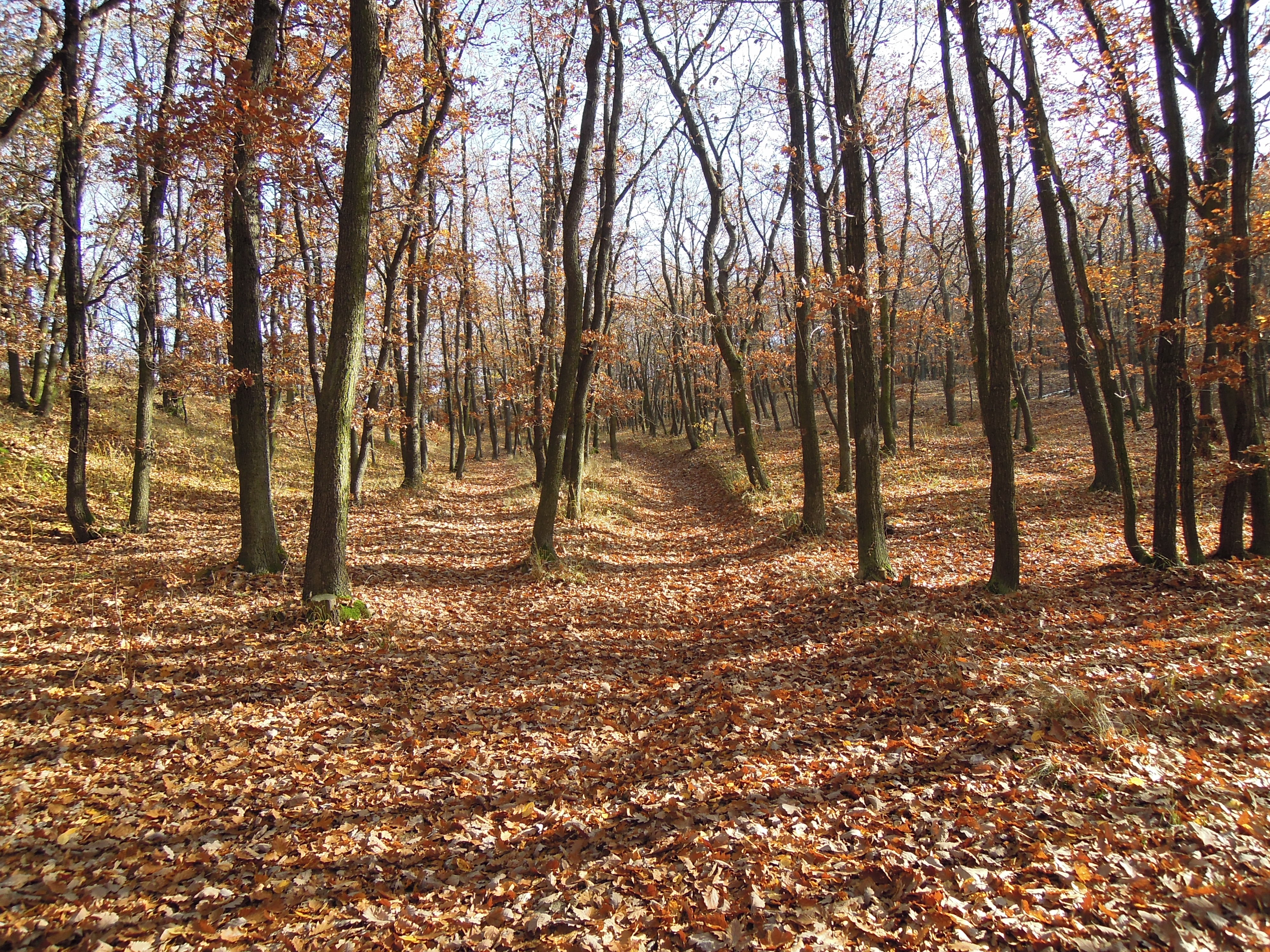
Oblast přírodní rezervace Šance

### Flóra
Na tomto území jsou velmi různorodé stanovištní podmínky, na což je vázán výskyt dřevin i bylin. Stejně tak můžeme pozorovat různé druhy hospodaření. Na chudých a kyselých půdách, kde se dříve nacházely pastviny a porosty křovin, dnes najdeme převážně původní doubravy s přimíšenou břízou. Z dalších dřevin se zde na většině území včetně jižních a západních svahů nachází zejména habr obecný (Carpinus betulus), buk lesní (Fagus sylvatica), borovice lesní (Pinus sylvestris), javor babyka (Acer campestre). Na spodních částech svahů pak najdeme trnovník akát (Robinia pseudoacacia), který zde byl uměle vysazen na začátku 20. století. Jedná se o nepůvodní velmi invazivní dřevinu, která se rychle šíří a zamezuje růstu původních rostlin. V údolích se nachází javořiny se zastoupením těchto dřevin: javor mléč (Acer platanoides), javor klen (Acer pseudoplatanus), javor babyka (Acer campestre), lípa srdčitá (Tilia cordata), jilm polní (Ulmus minor), jasan ztepilý (Fraxinus excelsior), jeřáb obecný (Sorbus aucuparia), jeřáb muk (Sorbus aria). Najdeme zde i uměle vysázené porosty smrku ztepilého (Picea abies), modřínu evropského (Larix decidua), borovice černé (Pinus nigra) a dubu červeného (Quercus rubra), jednotlivě se zde vyskytují i douglasky tisolisté (Pseudotsuga menziesii) a borovice vejmutovky (Pinus strobus). Ve vlhčích stanovištích okolí potoků najdeme olši lepkavou (Alnus glutinosa), vrbu bílou (Salix alba), případně se může vyskytnout topol osika (Populus tremula) a vrba jíva (Salix caprea).
V keřovém patře najdeme na slunných územích skalník celokrajný (Cotoneaster integerrimus), dřín (Cornus mas), na okrajích lesa pak trnku obecnou (Prunus spinosa), bez černý (Sambucus nigra), bez červený (Sambucus racemosa), pámelník bílý (Symphoricarpos rivularis), kalinu obecnou (Viburnum opulus), lísku obecnou (Corylus avellana), brslen evropský (Euonymus europaeus), růži šípkovou (Rosa canina), hloh obecný (Crataegus oxyacantha), meruzalku srstku (Ribes uva-crispa), svídu krvavou (Cornus sanguinea), krušinu olšovou (Frangula alnus) a řešetlák počistivý (Rhamnus cathartica).
V bylinném patře na jižních svazích najdeme tolitu lékařskou (Vincetoxicum hirundinaria), jestřábník chlupáček (Hieracium pilosella), jestřábník bledý (Hieracium schmidtii), kručinku barvířskou (Genista tinctoria), ostřicí nízkou (Carex humilis), bělozářkou liliovitou (Anthericum liliago) a třemdavou bílou (Dictamnus albus). Na místech s hlubší a vlhčí půdou se nachází černýšová dubohabřina. Tam roste plicník lékařský (Pulmonaria officinalis), jaterník podléška (Hepatica nobilis), ptačinec velkokvětý (Stellaria holostea), hrachor černý (Lathyrus niger), černýš hajní (Melampyrum nemorosum), sasanka hajní (Anemone nemorosa), hlístník hnízdák (Neottia nidus-avis), medovník meduňkolistý (Melittis melissophyllum). Nízké doubravy jsou obvyklé pro druhy chudých kyselých půd jako jsou vřes obecný (Calluna vulgaris), bika bělavá (Luzula luzuloides) nebo borůvka (Vaccinium myrtillus). Na skalních stepích najdeme kostřavu sivou (Festuca pallens) křivatec český (Gagea bohemica). Dalším významný biotipem jsou acidofilní trávníky, kde roste koniklec luční (Pulsatilla pratensis), řeřišničník písečný (Cardaminopsis arenosa), ostřice jarní (Carex caryophyllea), sesel sivý (Seseli osseum). Na březích přítoků Břežanského potoka se můžeme setkat s dalšími zajímavými druhy, např. samorostlík klasnatý (Actaea spicata), pižmovka mošusová (Adoxa moschatellina) či dymnivka bobovitá (Corydalis intermedia).

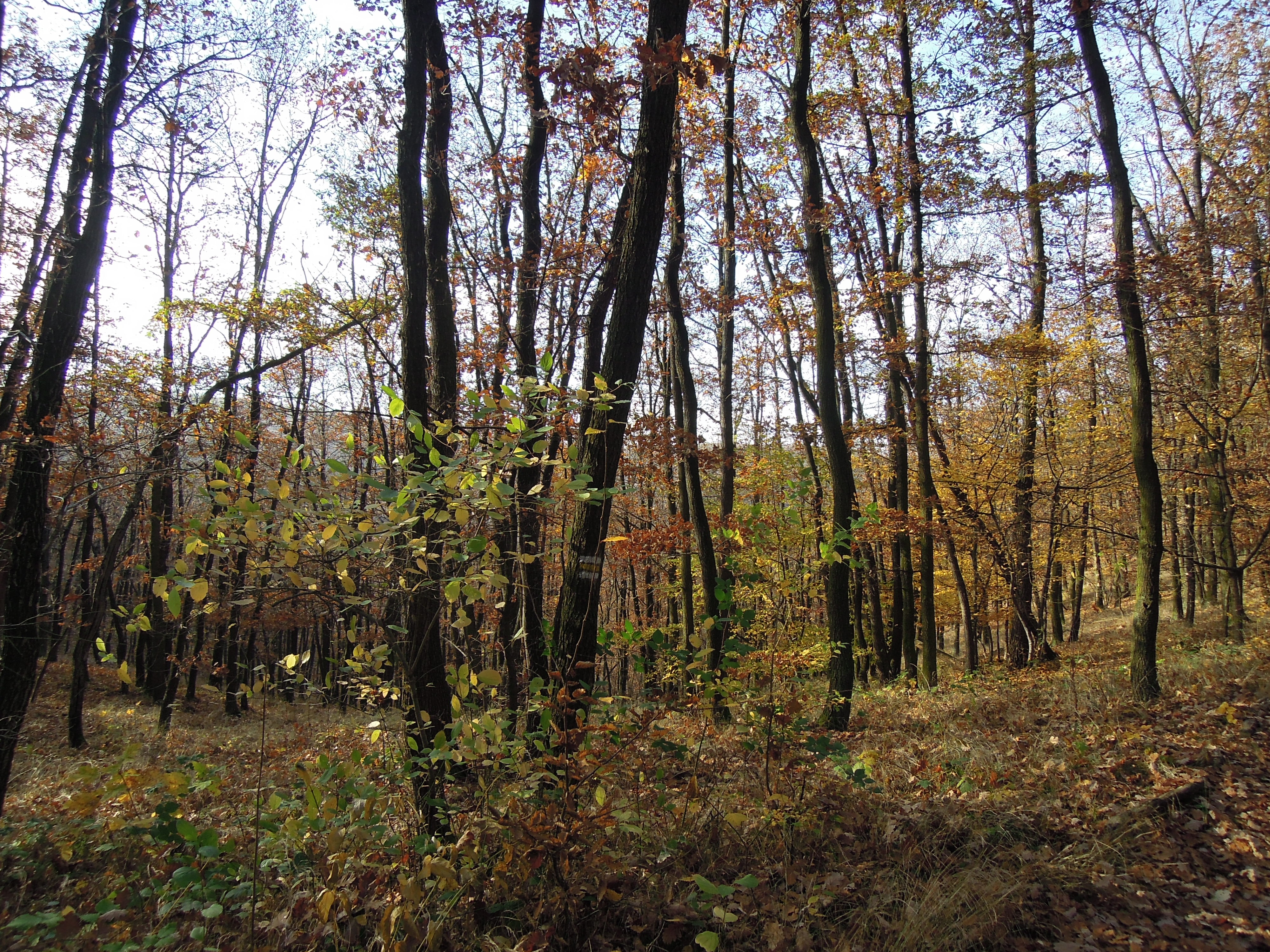
Oblast přírodní rezervace Šance

### Fauna
Na převážně dubové lesní porosty na tomto území, je vázáno velké množství hmyzu. Například se zde setkáme s nápadným ohroženým a zákonem chráněným druhem krajníkem hnědým (Calosoma inquisitor), jedná se o druh dravý, který se živí housenkami. V pařezech dubů a habrů žije roháček kozlík (Dorcus parallelipipedus). V odumírajícím dřevě nalezneme larvy tesaříkovitých včetně vzácného tesaříka bukového (Cerambyx scopolii) a tesaříka dubového (Plagionotus arcuatus). Setkáme se i s krásným zlatohlávkem zlatým (Cetonia aurata) Vyskytuje se zde i množství motýlů: např. otakárek fenyklový (Papilio machaon) otakárek ovocný (Iphiclides podalirius), ostruháčci, modrásci, babočkovití – například batolec červený (Apatura ilia), bělopásek topolový (Limenitis populi) nebo babočka paví oko (Inachis io), z nočních pak řada vzácných druhů můr, například Luperina nickerlii pojmenovaná po svém objeviteli.
Ptačí populace v rezervaci je poměrně rozmanitá, právě kvůli různorodosti jejích biotopů. Setkáme se z ptactvem vyhledávajícím otevřený terén, skály, vlhké prostředí, slunné svahy a díky blízkosti lidských sídel i s ptactvem zahradním. Ze sov zde hnízdí kalous ušatý (Asio otus) a puštík obecný (Strix aluco). V dutinách stromů hnízdí strakapoud prostřední (Dendrocopos medius) a žluna zelená (Picus viridis). Z dalších ptáků zde hnízdí kukačka obecná (Cuculus canorus), sýkora koňadra (Parus major), sýkora modřinka (Cyanistes caeruleus), brhlík lesní (Sitta europaea), pěnice pokřovní (Sylvia curruca), budníček lesní (Phylloscopus sibilatrix), červenka obecná (Erithacus rubecula), drozd zpěvný (Turdus philomelos), pěnkava obecná (Fringilla coelebs), sedmihlásek hajní (Hippolais icterina) a ťuhýk obecný (Lanius collurio). Na okrajích lesa se můžeme setkat s bažantem obecným (Phasianus colchicus).
Ze savců se můžeme často setkat se zástupcem hlodavců veverkou obecnou (Sciurus vulgaris). Z šelem se můžeme potkat s liškou obecnou (Vulpes vulpes), která se zde živí převážně drobnými hlodavci nebo dalšími obyvateli lesa králíkem divokým (Oryctolagus cuniculus), zajícem polním (Lepus europaeus). Spíše výjimečně se můžeme setkat s kunou skalní (Martes foina), kunou lesní (Martes martes) nebo tchořem tmavým (Mustela putorius). Z velkých zvířat se nejčastěji setkáme se srncem obecným (Capreolus capreolus) v létě v rezavém a v zimě v šedohnědém zbarvení. Tato zvířata vídáme většinou v zimním období ve větších skupinách. Poměrně hojně se zde vyskytuje také prase divoké (Sus scrofa) a muflon (Ovis musimon), kteří významným způsobem ovlivňují okolní biotopy.

## Ochrana
Předmětem ochrany v přírodní rezervaci jsou přirozené porosty doubrav orientované zejména na jižní svahy. Dále přirozené bezlesí tvořené plochami suchých vřesovišť, skalní vegetací s kostřavou sivou a acidofilními trávníky. Na místní stanoviště vázané chráněné druhy rostlin a živočichů, z nichž nejvýznamnější je stabilní populace přástevníka kostivalového (Euplagia quadripunctaria). Mezi další chráněné živočichy se řadí brouk krajník hnědý (Calosoma inquisitor), nebo řada motýlů: otakárek fenyklový (Papilio machaon) otakárek ovocný (Iphiclides podalirius), batolec červený (Apatura ilia), bělopásek topolový (Limenitis populi). Z ptáku zde žije ohrožený strakapoud prostřední (Dendrocopos medius) nebo ťuhýk obecný (Lanius collurio).

### Břežanské údolí
Břežanské údolí je zařazeno na seznam evropsky významných lokalit soustavy Natura 2000. Lokalita byla schválena evropskou komisí již 13. listopadu 2007, k vyhlášení však došlo až 5. listopadu 2013. Ochrana této lokality byla zajištěna rozšířením stávajícího území přírodní rezervace Šance zhruba o 82 ha. Mezi důvody rozšíření území byla zvláště ochrana populace přástevníka kostivalového (Euplagia quadripunctaria), který vyhledává zejména výslunné stráně, řídké teplomilné doubravy a křovinaté lesostepi. V Břežanském údolí je předmětem ochrany také početná populace mloka skvrnitého (Salamandra salamandra).
Poblíž lokality se nachází dvě skládky. V roce 2002 došlo k sesuvu půdy a rozvalení části skládek, což představuje ohrožení potočních biotopů.

### Plán péče
Pro lokalitu se doporučuje několik opatření, která se různí s ohledem na konkrétní stanoviště. Pro podmáčené a těžko dostupné lokality se doporučuje ruční kosení mozaikovitou sečí. Pro xerotermní trávníky by byla nejvhodnější pastva kozami. Pro ochranu přástevníka kostivalového (Euplagia quadripunctaria) je vhodnou péčí mozaikovitý výřez náletových křovin a dřevin, možno kombinovat s pastvou. Veškeré nelesní biotopy by měly být chráněny proti zarůstání dřevinami, proto by se jednou za několik let měla dělat prořezávka. V lesích je žádoucí ponechávat dostatek odumřelého dřeva, které je významné pro další chráněné organismy zejména ptáky a saproxylický hmyz.

## Turismus
Územím vede naučná stezka a je hojně využíváno k turistice, cyklistice a jízdě na koni. To je spojeno s odhazováním drobného odpadu a sešlapem, který může být místy i přínosem vzhledem k udržování nezalesněných plošek. Ve spodní části Břežanského údolí se na levé straně Břežanského potoka nachází malá lesní ZOO Zbraslav (vzdálenost asi 500 m od vlakové zastávky Zbraslav).